# Lekkoatletyka na Letnich Igrzyskach Olimpijskich 2008 – bieg na 200 m mężczyzn
Bieg na 200 metrów mężczyzn – jedna z konkurencji lekkoatletycznych rozegranych podczas XXIX Letnich Igrzyskach Olimpijskich w Pekinie na Stadionie Narodowym.
Rywalizacja sprinterów rozpoczęła się 18 sierpnia kiedy to rozegrano pierwszą rundę zawodów. Decydująca faza, która wyłoniła mistrza olimpijskiego odbyła się 20 sierpnia.
Mistrzem olimpijskim został Usain Bolt, który pobił rekord świata na tym dystansie uzyskując wynik 19,30.

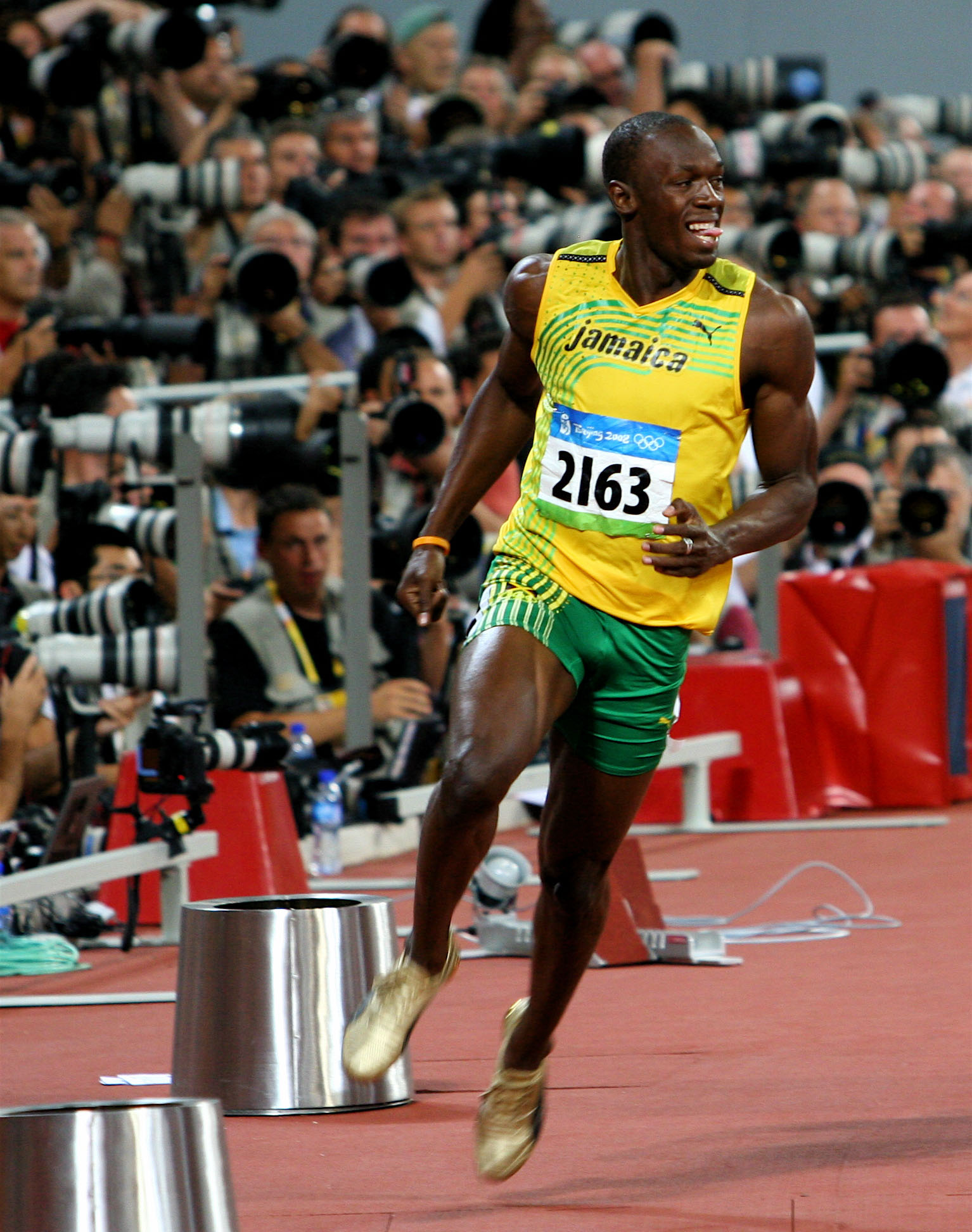
Usain Bolt – zwycięzca biegu

| Poz. – pozycja |
| – rekord świata \| – rekord krajowy \| – rekord życiowy \| = – wyrównany rekord życiowy \| · – najlepszy wynik w sezonie \| = – wyrównany najlepszy wynik w sezonie |
| Fn – falstart |
| * wyniki podawane w sekundach |

## Rekordy
Rekordy świata i igrzysk przed konkursem.
| Rekord świata     | Michael Johnson (USA  | 19,32 s | Nowy Jork, Stany Zjednoczone | 31.08.1996 |
| Rekord olimpijski | Michael Johnson (USA) | 19,32 s | Nowy Jork, Stany Zjednoczone | 31.08.1996 |

Rekordy świata i igrzysk po konkursie.
| Rekord świata i olimpijski | Usain Bolt (JAM) | 19,30 s | Finał | 20.08.2008 |

## Przebieg zawodów

### Runda 1

#### Bieg 1
| Pozycja | Tor | Zawodnik           | Nardodowość       | Rezultat | Uwagi | Reakcja |
| ------- | --- | ------------------ | ----------------- | -------- | ----- | ------- |
| 1       | 4   | Shawn Crawford     | Stany Zjednoczone | 20.61    | Q     | 0.216   |
| 2       | 6   | Marcin Jędrusiński | Polska            | 20.64    | Q     | 0.199   |
| 3       | 7   | Stephan Buckland   | Mauritius         | 20.98    | Q     | 0.229   |
| 4       | 1   | Jiří Vojtík        | Czechy            | 21.05    |       | 0.165   |
| 5       | 9   | Fanuel Kenosi      | Botswana          | 21.09    |       | 0.211   |
| 6       | 3   | Adam Harris        | Gujana            | 21.36    |       | 0.163   |
| 7       | 5   | Khalil Al-Hanahneh | Jordania          | 21.55    | SB    | 0.184   |
| 8       | 2   | Solomon Bayoh      | Sierra Leone      | 22.16    |       | 0.216   |

#### Bieg 2
| Pozycja | Tor | Zawodnik                  | Nardodowość       | Rezultat | Uwagi | Reakcja |
| ------- | --- | ------------------------- | ----------------- | -------- | ----- | ------- |
| 1       | 3   | Brian Dzingai             | Zimbabwe          | 20.25    | Q     | 0.172   |
| 2       | 5   | Christian Malcolm         | Wielka Brytania   | 20.42    | Q,    | 0.178   |
| 3       | 4   | Christopher Williams      | Jamajka           | 20.53    | Q     | 0.166   |
| 4       | 8   | Shinji Takahira           | Japonia           | 20.58    | q,    | 0.175   |
| 5       | 2   | Amr Ibrahim Mostafa Seoud | Egipt             | 20.75    | q     | 0.172   |
| 6       | 9   | Thuso Mpuang              | Południowa Afryka | 20.87    | q     | 0.166   |
| 7       | 6   | Daniel Grueso             | Kolumbia          | 21.15    |       | 0.232   |
| 8       | 7   | Arnaldo Abrantes          | Portugalia        | 21.46    |       | 0.173   |

#### Bieg 3
| Pozycja | Tor | Zawodnik          | Nardodowość         | Rezultat | Uwagi | Reakcja |
| ------- | --- | ----------------- | ------------------- | -------- | ----- | ------- |
| 1       | 8   | Marlon Devonish   | Wielka Brytania     | 20.49    | Q,    | 0.157   |
| 2       | 5   | Kim Collins       | Saint Kitts i Nevis | 20.55    | Q     | 0.175   |
| 3       | 7   | Marvin Anderson   | Jamajka             | 20.85    | Q     | 0.175   |
| 4       | 9   | Matic Osovnikar   | Słowenia            | 20.89    | q,    | 0.189   |
| 5       | 2   | Chris Lloyd       | Dominika            | 20.90    |       | 0.185   |
| 6       | 6   | Heber Viera       | Urugwaj             | 20.93    |       | 0.210   |
| 7       | 4   | Cristián Reyes    | Chile               | 21.20    |       | 0.165   |
| 8       | 3   | Franklin Nazareno | Ekwador             | 21.26    |       | 0.174   |

#### Bieg 4
| Pozycja | Tor | Zawodnik              | Nardodowość       | Rezultat | Uwagi | Reakcja |
| ------- | --- | --------------------- | ----------------- | -------- | ----- | ------- |
| 1       | 5   | Roman Smirnov         | Rosja             | 20.76    | Q     | 0.166   |
| 2       | 3   | Walter Dix            | Stany Zjednoczone | 20.77    | Q     | 0.185   |
| 3       | 9   | Rolando Palacios      | Honduras          | 20.81    | Q     | 0.202   |
| 4       | 8   | Ángel David Rodríguez | Hiszpania         | 20.87    | q     | 0.162   |
| 5       | 2   | Bruno de Barros       | Brazylia          | 21.15    |       | 0.162   |
| 6       | 7   | Desislav Gunev        | Bułgaria          | 21.55    |       | 0.178   |
| 7       | 6   | Vyacheslav Muravyev   | Kazachstan        | 21.68    |       | 0.206   |
| 8       | 4   | Nikolai Portelli      | Malta             | 22.31    |       | 0.180   |

#### Bieg 5
| Pozycja | Tor | Zawodnik            | Nardodowość       | Rezultat | Uwagi | Reakcja |
| ------- | --- | ------------------- | ----------------- | -------- | ----- | ------- |
| 1       | 6   | Rondel Sorrillo     | Trynidad i Tobago | 20.58    | Q     | 0.193   |
| 2       | 4   | Usain Bolt          | Jamajka           | 20.64    | Q     | 0.177   |
| 3       | 2   | Kristof Beyens      | Belgia            | 20.69    | Q     | 0.148   |
| 4       | 9   | Marc Schneeberger   | Szwajcaria        | 20.86    | q     | 0.137   |
| 5       | 7   | José Acevedo        | Wenezuela         | 21.06    |       | 0.270   |
| 6       | 8   | Ihor Bodrov         | Ukraina           | 21.38    |       | 0.172   |
| 7       | 3   | Mohamad Siraj Tamim | Liban             | 21.80    | PB    | 0.206   |
| 8       | 1   | Oleg Zhuravlyov     | Uzbekistan        | 22.31    |       | 0.145   |
| 9       | 5   | Juan Zeledon        | Nikaragua         | 23.39    |       | 0.173   |

#### Bieg 6
| Pozycja | Tor | Zawodnik            | Nardodowość       | Rezultat | Uwagi | Reakcja |
| ------- | --- | ------------------- | ----------------- | -------- | ----- | ------- |
| 1       | 3   | Wallace Spearmon    | Stany Zjednoczone | 20.46    | Q     | 0.184   |
| 2       | 4   | Jaysuma Saidy Ndure | Norwegia          | 20.54    | Q,    | 0.161   |
| 3       | 2   | Paul Hession        | Irlandia          | 20.59    | Q     | 0.190   |
| 4       | 8   | Seth Amoo           | Ghana             | 20.91    |       | 0.140   |
| 5       | 7   | Ronalds Arājs       | Łotwa             | 21.22    |       | 0.218   |
| 6       | 5   | Jayson Jones        | Belize            | 21.54    |       | 0.162   |
| 7       | 6   | Nabie Foday Fofanah | Gwinea            | 21.68    |       | 0.247   |
| 99 !    | 9   | Bryan Barnett       | Kanada            | DNF      |       | 0.164   |

#### Bieg 7
| Pozycja | Tor | Zawodnik                  | Nardodowość                  | Rezultat | Uwagi | Reakcja |
| ------- | --- | ------------------------- | ---------------------------- | -------- | ----- | ------- |
| 1       | 6   | Obinna Metu               | Nigeria                      | 20.62    | Q     | 0.168   |
| 2       | 9   | Ramil Guliyev             | Azerbejdżan                  | 20.78    | Q,    | 0.175   |
| 3       | 8   | Churandy Martina          | Antyle Holenderskie          | 20.78    | Q     | 0.172   |
| 4       | 4   | Sandro Viana              | Brazylia                     | 20.84    | q     | 0.159   |
| 5       | 5   | Jamaal Rolle              | Bahamy                       | 20.93    |       | 0.162   |
| 6       | 2   | Shingo Suetsugu           | Japonia                      | 20.93    |       | 0.185   |
| 7       | 7   | Omar Jouma Bilal Al-Salfa | Zjednoczone Emiraty Arabskie | 21.00    |       | 0.184   |
| 99 !    | 3   | Alex Nelson               | Wielka Brytania              | DNS      |       |         |

#### Bieg 8
| Pozycja | Tor | Zawodnik          | Nardodowość       | Rezultat | Uwagi | Reakcja |
| ------- | --- | ----------------- | ----------------- | -------- | ----- | ------- |
| 1       | 6   | Aaron Armstrong   | Trynidad i Tobago | 20.57    | Q     | 0.183   |
| 2       | 8   | Brendan Christian | Antigua i Barbuda | 20.58    | Q     | 0.164   |
| 3       | 7   | Jared Connaughton | Kanada            | 20.60    | Q     | 0.146   |
| 4       | 9   | Visa Hongisto     | Finlandia         | 20.62    | q,    | 0.145   |
| 5       | 3   | Marco Cribari     | Szwajcaria        | 20.98    |       | 0.171   |
| 6       | 2   | James Dolphin     | Nowa Zelandia     | 20.98    |       | 0.161   |
| 7       | 5   | Zhang Peimeng     | Chiny             | 21.06    | SB    | 0.150   |
| 99 !    | 4   | Samuel Francis    | Katar             | DNS      | DSQ.  | DSQ.    |

### Runda 2

#### Bieg 1
| Pozycja | Tor | Zawodnik              | Nardodowość         | Rezultat | Uwagi | Reakcja |
| ------- | --- | --------------------- | ------------------- | -------- | ----- | ------- |
| 1       | 4   | Usain Bolt            | Jamajka             | 20.29    | Q     | 0.186   |
| 2       | 7   | Shawn Crawford        | Stany Zjednoczone   | 20.42    | Q     | 0.198   |
| 3       | 6   | Kim Collins           | Saint Kitts i Nevis | 20.43    | Q,    | 0.233   |
| 4       | 5   | Marlon Devonish       | Wielka Brytania     | 20.43    | q,    | 0.146   |
| 5       | 9   | Jared Connaughton     | Kanada              | 20.45    | q     | 0.151   |
| 6       | 3   | Amr Seoud             | Egipt               | 20.45    | NR    | 0.151   |
| 7       | 8   | Rolando Palacios      | Honduras            | 20.87    |       | 0.248   |
| 8       | 2   | Ángel David Rodríguez | Hiszpania           | 20.96    |       | 0.172   |

#### Bieg 2
| Pozycja | Tor | Zawodnik             | Nardodowość       | Rezultat | Uwagi | Reakcja |
| ------- | --- | -------------------- | ----------------- | -------- | ----- | ------- |
| 1       | 4   | Brian Dzingai        | Zimbabwe          | 20.23    | Q     | 0.182   |
| 2       | 7   | Walter Dix           | Stany Zjednoczone | 20.27    | Q     | 0.162   |
| 3       | 8   | Christopher Williams | Jamajka           | 20.28    | Q     | 0.159   |
| 4       | 6   | Christian Malcolm    | Wielka Brytania   | 20.30    | q,    | 0.188   |
| 5       | 9   | Stephan Buckland     | Mauritius         | 20.37    | q,    | 0.188   |
| 6       | 5   | Roman Smirnov        | Rosja             | 20.62    |       | 0.161   |
| 7       | 3   | Shinji Takahira      | Japonia           | 20.63    |       | 0.185   |
| 8       | 2   | Matic Osovnikar      | Słowenia          | 20.95    |       | 0.171   |

#### Bieg 3
| Pozycja | Tor | Zawodnik           | Nardodowość         | Rezultat | Uwagi | Reakcja |
| ------- | --- | ------------------ | ------------------- | -------- | ----- | ------- |
| 1       | 5   | Brendan Christian  | Antigua i Barbuda   | 20.26    | Q     | 0.166   |
| 2       | 8   | Churandy Martina   | Antyle Holenderskie | 20.42    | Q     | 0.155   |
| 3       | 9   | Kristof Beyens     | Belgia              | 20.50    | Q     | 0.155   |
| 4       | 6   | Marcin Jędrusiński | Polska              | 20.58    | =     | 0.199   |
| 5       | 4   | Aaron Armstrong    | Trynidad i Tobago   | 20.58    |       | 0.155   |
| 6       | 7   | Obinna Metu        | Nigeria             | 20.65    |       | 0.195   |
| 7       | 2   | Sandro Viana       | Brazylia            | 21.07    |       | 0.168   |
| 8       | 3   | Marc Schneeberger  | Szwajcaria          | 21.48    |       | 0.156   |

#### Bieg 4
| Pozycja | Tor | Zawodnik            | Nardodowość       | Rezultat | Uwagi | Reakcja |
| ------- | --- | ------------------- | ----------------- | -------- | ----- | ------- |
| 1       | 8   | Paul Hession        | Irlandia          | 20.32    | Q,    | 0.190   |
| 2       | 4   | Wallace Spearmon    | Stany Zjednoczone | 20.39    | Q     | 0.202   |
| 3       | 6   | Jaysuma Saidy Ndure | Norwegia          | 20.45    | Q,    | 0.131   |
| 4       | 7   | Rondel Sorrillo     | Trynidad i Tobago | 20.63    |       | 0.164   |
| 5       | 5   | Ramil Guliyev       | Azerbejdżan       | 20.66    | NR    | 0.174   |
| 6       | 3   | Visa Hongisto       | Finlandia         | 20.76    |       | 0.124   |
| 7       | 2   | Thuso Mpuang        | Południowa Afryka | 21.04    |       | 0.162   |
| 99 !    | 9   | Marvin Anderson     | Jamajka           | DNF      |       | 0.187   |

### Półfinały

#### Półfinał 1
| Poz. | Tor | Zawodnik             | Reprezentacja       | Rezultat | Uwagi | Reakcja startowa |
| ---- | --- | -------------------- | ------------------- | -------- | ----- | ---------------- |
| 1    | 7   | Churandy Martina     | Antyle Holenderskie | 20.11    | Q,    | 0.154            |
| 2    | 6   | Brian Dzingai        | Zimbabwe            | 20.17    | Q, =  | 0.184            |
| 3    | 4   | Walter Dix           | Stany Zjednoczone   | 20.19    | Q     | 0.161            |
| 4    | 3   | Christian Malcolm    | Wielka Brytania     | 20.25    | Q,    | 0.181            |
| 5    | 5   | Paul Hession         | Irlandia            | 20.38    |       | 0.175            |
| 6    | 9   | Christopher Williams | Antigua i Barbuda   | 20.45    |       | 0.217            |
| 7    | 2   | Jared Connaughton    | Kanada              | 20.58    |       | 0.146            |
| 8    | 8   | Kristof Beyens       | Belgia              | 20.69    |       | 0.211            |

#### Półfinał 2
| Poz. | Tor | Zawodnik            | Reprezentacja       | Rezultat | Uwagi | Reakcja startowa |
| ---- | --- | ------------------- | ------------------- | -------- | ----- | ---------------- |
| 1    | 6   | Usain Bolt          | Jamajka             | 20.09    | Q     | 0.175            |
| 2    | 5   | Shawn Crawford      | Stany Zjednoczone   | 20.12    | Q     | 0.196            |
| 3    | 7   | Wallace Spearmon    | Stany Zjednoczone   | 20.14    | Q     | 0.196            |
| 4    | 8   | Kim Collins         | Saint Kitts i Nevis | 20.25    | Q,    | 0.191            |
| 5    | 4   | Brendan Christian   | Antigua i Barbuda   | 20.29    |       | 0.135            |
| 6    | 2   | Stephan Buckland    | Mauritius           | 20.48    |       | 0.141            |
| 7    | 3   | Marlon Devonish     | Wielka Brytania     | 20.57    |       | 0.258            |
| 99 ! | 9   | Jaysuma Saidy Ndure | Norwegia            | DNS      |       |                  |

### Finał
Wiatr: -0.9m / s
| Poz. | Tor | Zawodnik          | Reprezentacja       | Reakcja startowa | Rezultat | Uwagi   |
| ---- | --- | ----------------- | ------------------- | ---------------- | -------- | ------- |
|      | 5   | Usain Bolt        | Jamajka             | 0.182            | 19.30    | WR · OR |
|      | 4   | Shawn Crawford    | Stany Zjednoczone   | 0.210            | 19.96    |         |
|      | 8   | Walter Dix        | Stany Zjednoczone   | 0.151            | 19.98    |         |
| 4    | 6   | Brian Dzingai     | Zimbabwe            | 0.185            | 20.22    |         |
| 5    | 3   | Christian Malcolm | Wielka Brytania     | 0.212            | 20.40    |         |
| 6    | 2   | Kim Collins       | Saint Kitts i Nevis | 0.165            | 20.59    |         |
| DSQ  | 7   | Churandy Martina  | Antyle Holenderskie | 0.144            | 19.82    |         |
| DSQ  | 9   | Wallace Spearmon  | Stany Zjednoczone   | 0.167            | 19.95    |         |